# Дорошиха (станция)
Дороши́ха — железнодорожная станция, расположенная на 477—480 км главного хода Октябрьской железной дороги. Находится в черте города Твери на территории Заволжского района. По характеру основной работы является промежуточной, по объёму выполняемой работы отнесена к 4-му классу. Открыта в 1908 году. От станции начинается однопутная неэлектрифицированная железнодорожная линия на Васильевский Мох (построена в 1927—1930 годах, принята в эксплуатацию в 1936 году). Она обеспечивает выход на железнодорожную сеть таким крупнейшим предприятиям, как Тверской вагоностроительный завод и Центросвармаш. Дорошиха — место рождения поэта и переводчика Виктора Теплякова (творчество которого высоко оценивал Александр Пушкин), принадлежит к объектам культурного наследия.

## История

Пост Дорошиха в 1903—1908 годах

В конце 1890-х — начале 1900-х на перегоне Кулицкая — Тверь открыт пост Дорошиха (присутствует в графике движения 1901 года). В 1908 году для обслуживания Верхневолжского завода железнодорожных материалов (ныне Тверской вагоностроительный завод), пост был расширен до станции. Название дано по располагавшейся неподалёку усадьбе Дорошиха, в которой родился поэт В. Г. Тепляков, творчество которого высоко оценивал А. С. Пушкин. Одно время усадьба Дорошиха принадлежала Якову Болговскому, тверскому губернатору в 1837—1842 гг.
28 октября (10 ноября) 1917 года, во время установления Советской власти, станция была занята Красной гвардией и революционными солдатами тверского гарнизона.
В 1927 — 1930 годах от станции была проложена железнодорожная ветка широкой колеи к посёлку Васильевский Мох, где шли разработки крупных торфяных массивов.
Станция обслуживала также и пассажирское сообщения. На станции останавливались пассажирские поезда, кроме курьерских и скорых.
2 декабря 1934 года, через 7 минут после отправления от станции Калинин, в районе станции Дорошиха был обстрелян (как показалось охране) литерный поезд М-14, в котором находился Секретарь ЦК ВКП(б) И. В. Сталин, направлявшийся в Ленинград для выяснения обстоятельств убийства Первого секретаря Ленинградского обкома и горкома ВКП(б) С. М. Кирова.
В 1930-х годах на станции находился грузовой тупик тверской трамвайной системы, в дальнейшем демонтирован.
Во время Великой Отечественной войны, в 1941 году, на станции и в сосновом лесу около неё шли бои, в ходе которых превосходящие немецкие силы сломили упорное сопротивление советских войск в этом районе. 13 октября 1941 года станция была захвачена, по железнодорожному мосту открыт артиллерийский огонь. 16 октября части 1-й танковой дивизии и 900-й моторизованной бригады Германии нанесли удар из района станции в направлении Николо-Малицы. Им удалось быстро прорвать оборону 934-го стрелкового полка 256-й стрелковой дивизии СССР и к исходу дня выйти в район Медного, в результате чего бригада П. А. Ротмистрова была отброшена в район Лихославля. Это был самый критический момент в ходе Калининской оборонительной операции. Тем не менее, уже к 27 октября частям Красной Армии удалось отбить станцию, и развивая наступление, освободить заволжскую часть Калинина; до сих пор поблизости от станции находят останки погибших и другие свидетельства войны.
После освобождения Калинина со станции уходили воинские эшелоны, укомплектованные в Заволжском районе города.
В 1962 году, в ходе электрификации участка Калинин — Бологое, станция была электрифицирована (только главные пути), пассажирское сообщение стало осуществляться пригородными электросекциями, остановки для поездов дальнего следования были отменены. Линия на Васильевский Мох так и осталась неэлектрифицированной. В 1970-х на станции по типовому проекту 501-107 возведен новый кирпичный вокзал на 100 человек — аналогичные построены в Кашине (1973) и Селижарове (1977). В 1998—1999 перестроена нечетная горловина станции, смонтирована новая система централизации. В 2012 году построено новое здание для линейного участка Тверской дистанции пути. С 2014 года прекращено пассажирское сообщение по линии на Васильевский Мох.

## Общие сведения
Станция включена в централизацию диспетчерского круга Клин — Спирово. Комплексный контроль за техническим состоянием пути осуществляет Тверская дистанция пути (ПЧ-3). Техническое обслуживание устройств автоматики и телемеханики осуществляет Бологовская дистанция сигнализации, централизации и блокировки (ШЧ-4), ремонт устройств СЦБ — Тверская дистанция сигнализации, централизации и блокировки (ШЧ-2). Обслуживание контактной сети осуществляет Тверская дистанция электроснабжения (ЭЧ-12).

## Инфраструктура
Станция имеет здание вокзала справа по ходу из Твери и две прямые боковые разнесённые низкие платформы (169 м на I пути и 189 м на II пути). На станции расположен линейный участок Тверской дистанции пути и дистанции СЦБ, насосная станция технического водоснабжения станции Тверь, пост секционирования контактной сети, регулируемый переезд. В границах станции находится Тверской железнодорожный мост, к станции примыкает тупиковая линия на Васильевский Мох (17,8 км), подъездные пути Тверского вагоностроительного завода и Тверского домостроительного комбината.
На станции 25 светофоров, 19 стрелочных переводов, пост централизации. Станция оборудована системой релейной электрической централизацией типа ЭЦ-И. Стрелочные переводы и съезды на главных путях — с подвижными сердечниками типа Р65 марки 1/11 проектов 2956.00.000 и 2968.00.000.
Вокзал станции работает ежедневно с 4:50 до 22:10. Турникетами не оборудован, перронный контроль не осуществляется.

## Характеристика путевого развития
Путевое развитие ст. Дорошиха — 7 путей, из них электрифицированы только I и II главные, оборудованы системой АЛСН все, кроме 5. I, II главные пути предназначены для приема, пропуска и отправления грузовых и пассажирских поездов обоих направлений. Пути № 4, 8, 10 — приёмо-отправочные для грузовых и пассажирских поездов обоих направлений; путь № 6 — приёмо-отправочный для грузовых и пассажирских поездов, он также предназначен для стоянки вагонов со взрывчатыми материалами. Путь № 5 — предохранительный тупик.
| Ведомость путей | Ведомость путей                                                                   | Ведомость путей | Ведомость путей | Ведомость путей | Ведомость путей |
| №№              | Назначение путей                                                                  | Полезн. длина   | Конт. сеть      | Уст. АЛСН       |                 |
| --------------- | --------------------------------------------------------------------------------- | --------------- | --------------- | --------------- | --------------- |
| I               | Главный. Приём, отправление и пропуск пасс. и груз. поездов обоих направлений.    | 657             | есть            | есть            |                 |
| II              | Главный. Приём, отправление и пропуск пасс. и груз. поездов обоих направлений.    | 477             | есть            | есть            |                 |
| 4               | Приёмо-отправочный грузовых и пассажирских поездов обоих направлений.             | 412             | нет             | есть            |                 |
| 6               | Приёмо-отправочный груз. и пасс. поездов обоих направлений. Стоянка вагонов с ВМ. | 250/273         | нет             | есть            |                 |
| 8               | Приёмо-отправочный грузовых и пассажирских поездов обоих направлений.             | 205             | нет             | есть            |                 |
| 10              | Приёмо-отправочный грузовых и пассажирских поездов обоих направлений.             | 328             | нет             | есть            |                 |
| 5               | Предохранительный тупик.                                                          | 70              | нет             | нет             |                 |

Путевого развития в нечётную сторону станция не имеет.

Схематический план ст. Дорошиха.

## Движение
По летнему графику 2011 года, через станцию проходит более 100 поездов в пригородном, местном и дальнем следовании. Поезда дальнего следования на станции не останавливаются. По состоянию на 2011 год, на станции останавливалось 29 пригородных поездов в сутки, из них 15 — назначением на Тверь, 7 — назначением на Бологое, 4 — на Торжок и 3 — на Васильевский Мох. По состоянию на 2016 год, на станции останавливается 18 пригородных поездов в сутки, из них 9 — на Тверь, 5 — на Бологое, 3 — на Торжок, 1 — на Лихославль; пассажирское движение на Васильевский Мох прекращено в 2014 году. Время следования от станции Тверь — 7 минут. С 27 апреля 2019 года на станции назначена остановка скоростным пригородным поездам Ласточка сообщением Тверь — Торжок. По состоянию на 2019 год, на станции останавливаются 28 пригородных поездов (в том числе, 8 — скоростных), из них 14 — на Тверь, 7 — на Торжок, 6 — на Бологое, 1 — на Лихославль.
Максимально допустимая скорость движения поездов по станции составляет 200 км/ч для скоростных, 140 км/ч пассажирских и 80 км/ч для грузовых поездов — по главным путям; 40 км/ч — для пассажирских и грузовых поездов по боковым путям; 25 км/ч — для пассажирских и грузовых поездов по путям № 4, 6, 10 (серии ведущих локомотивов: ВЛ10, ВЛ15, ЧС6, ЧС200, ЧС2т, ЭП2К, ТЭМ1, ТЭМ2, ТЭМ7, ЧМЭ3, М62, 2М62, 2ТЭ116, ТЭП70, электропоезда всех серий). Одновременный прием нечетных поездов на станцию на I и II пути и отправление с путей 4, 6, 8, 10 нечетных поездов запрещается; первыми пропускаются поезда, следующие по I, II путям.

## Прилегающие к станции перегоны
- В нечётном направлении[24][25]:
  - Дорошиха — Тверь, 4,98 км, двупутный электрифицированный. По I главному пути — односторонняя автоблокировка без проходных светофоров для движения нечётных поездов; по II главному пути — односторонняя автоматическая блокировка без проходных светофоров для движения чётных поездов. Перегон оборудован устройствами для движения поездов по неправильному пути по сигналам АЛСН.
- В чётном направлении[24][25]:
  - Дорошиха — Лихославль, 36,79 км, двупутный электрифицированный. По I главному пути — односторонняя четырёхзначная автоматическая блокировка для движения нечётных поездов; по II главному пути — односторонняя автоматическая блокировка без проходных светофоров для движения чётных поездов. Перегон оборудован устройствами для движения поездов по неправильному пути по сигналам АЛСН.
  - Дорошиха — Доронинская, 10,45 км, однопутный неэлектрифицированный, двусторонняя полуавтоматическая блокировка для движения чётных и нечётных поездов.
  - Дорошиха — Промышленная, 2,0 км, однопутный неэлектрифицированный необщего пользования. Движение по пути осуществляется маневровым порядком.

Границами станции являются:
- В четном направлении:
  - Со стороны станции Лихославль: по I главному пути — входной светофор литер «Н», установленный на пикете 4767+00 м. По II главному пути — дополнительный входной светофор литер «НД», установленный на пикете 4769+05 м.
  - Со стороны станции Доронинская: по I главному пути — входной светофор литер «НВ», установленный на пикете 9+60 м.
- В нечетном направлении:
  - Со стороны станции Тверь: по I главному пути — дополнительный входной светофор литер «ЧД», установленный на пикете 4790+61 м. По II главному пути — входной светофор литер «Ч», установленный на пикете 4795+65 м.

## Работа станции
Основное содержание работы станции Дорошиха заключается в организации безопасного пропуска поездов всех категорий; по характеру основной работы станция отнесена к промежуточным, по объему выполняемой работы — к 4-му классу. Кроме того, станция обслуживает пригородный пассажиропоток и грузооборот Заволжского района Твери, в связи с чем на станции производится активная маневровая работа — Дорошиха служит единственным выходом на железнодорожную сеть для Тверского вагоностроительного завода, завода Центросвармаш и Тверского домостроительного комбината. Работа по подаче/уборке вагонов на подъездные пути осуществляется одним маневровым локомотивом серии ТЭМ2 или ТЭМ18, закрепленным за станцией Тверь. Станция закрыта для грузовой работы (погрузка/выгрузка не производится).
Производимые коммерческие операции на станции — продажа билетов на все пассажирские поезда; прием и выдача багажа не производятся. Приказом Федерального агентства железнодорожного транспорта № 300 от 31 июля 2014 года станция закрыта для выполнения пассажирских операций по знаку «П» (продажа билетов на все пассажирские поезда; прием и выдача багажа).
Станция Дорошиха входит в состав предприятия «Станция Тверь» Московского центра организации работы железнодорожных станций Октябрьской дирекции управления движением — структурного подразделения Центральной дирекции управления движением — филиала ОАО «Российские железные дороги», объединяющее станции Тверского узла (Тверь, Дорошиха, Доронинская, Васильевский Мох).

## Инциденты
11 июля 2006 в 22:55 на главном ходу Октябрьской железной дороги в районе станции была предпринята попытка хищения 450 метров сигнального кабеля системы автоблокировки. Повреждение линии привело к нарушению графика движения поездов в обоих направлениях. Всего было задержано 66 поездов дальнего следования, время опоздания составило от 30 минут до 5 часов. Одновременно нарушился график движения электричек. Усилиями работников Тверской дистанции сигнализации и связи, а также Тверской дистанции электрификации и электроснабжения к 8:08 утра следующего дня в полном объёме было восстановлено движение по второму пути, а в 10:30 — по первому пути главного хода дороги.
3 марта 2010 года неизвестные хулиганы попытались перегородить снежным комом путь, по которому должен был проехать скоростной поезд «Сапсан», а 24 апреля того же года положили камни на рельсы незадолго до прохода «Сапсана».
С вводом летнего расписания 2011 года, электропоезду №6771 была отменена остановка на станции; данный факт вызвал недовольство пассажиров, многие из которых являются работниками Тверского вагоностроительного завода и ряда других предприятий, использовавших его для прибытия на предприятия к началу первой рабочей смены. По многочисленным жалобам пассажиров, остановка электропоезда №6771 на станции была восстановлена с 20 июня 2011 года.
5 октября 1993 года новый опытный пассажирский тепловоз Коломенского завода ТЭП80-002 установил мировой рекорд скорости (не перекрыт этот рекорд и поныне) для тепловозов - на дистанции 48 км от станции Шлюз до станции Дорошиха, в поездке, продолжавшейся 8 минут, приборы и видеокамера зафиксировали скорость 271 км/ч. Рекордную поездку под контролем специалистов ВНИИЖТ провел машинист Александр Манкевич.